# Iglesia de San Judas (Karachi)
La Iglesia de San Judas es una iglesia católica que se encuentra en la Arquidiócesis de Karachi, en el norte de Nazimabad en la ciudad de Karachi, Pakistán.
En 1951 Gabriel Indrias hizo una estudio con 25 familias católicas que vivían en todo el río Lyari desde el convento Porciúncula. El padre Edouald OFM  fue designado como el primer párroco. En agosto de 1955 se adquirió una casa y una pequeña iglesia y una escuela comenzó a funcionar.
Cuatrocientos cincuenta familias de Laluketh, Maidan Bara, Golimar, Peerabad, Colonia Siraj y Jalalabad se incluyeron en la parroquia. Hasta 1958 la mayoría de los feligreses eran de habla úrdu.
El 22 de abril de 2009, hombres armados talibanes atacaron a un grupo de cristianos en la ciudad de Taiser dentro de la jurisdicción de esta parroquia. Ellos incendiaron seis casas cristianas e hirieron a tres cristianos, incluyendo un niño de 11 años de edad, quien murió el 27 de abril en el hospital.